# 希臘國王康斯坦丁二世之死及葬禮
2023年1月10日，末代希腊国王康斯坦丁二世以82岁高齡在雅典逝世，逝世前几天曾在医院接受重症监护。他的死讯最初是由美联社的一篇报道宣布的，该报道提到了医院的工作人员，但康斯坦丁的私人办公室后来发布了一份正式的讣告。希腊政府拒绝了康斯坦丁一家举行国葬的请求，后来决定為康斯坦丁二世安排安葬和送葬队伍。1月16日，康斯坦丁二世的遗体于当地时间上午6点至上午10点30分（UTC+2）在雅典的礼拜堂安放，供公众瞻仰，随后于中午在雅典都主教座堂举行葬礼。随后，他的家人将灵柩以私人葬礼仪式安葬在塔托伊宫。有来自十七个国家的王室成员出席，包括希腊王室、西班牙王室以及比利时、丹麦、约旦、卢森堡、摩纳哥、荷兰和瑞典的君主。

## 背景
在生命的最后几年，康斯坦丁二世一直饱受“慢性心脏病”的困扰。2022年9月，由于健康状况不佳，他未能前往英国参加英国女王伊丽莎白二世的國葬。他最后一次公开露面是2022年10月在雅典，当时他与妻子安妮-玛丽王后以及他的两个姐妹西班牙王后索菲亚和艾琳公主去一家餐馆吃午饭。尽管他在用餐期间没有受到打扰，但西班牙游客后来注意到索菲亚王后，一位希腊平民认出了这位前国王，他被推到轮椅上，鼻导管为他提供补充氧气，这引发了人们对他健康的担忧。他的心脏和行动不便问题在他去世前的十二个月内“恶化”，并导致2022年多次住院。他还患上了严重的COVID-19。

## 死亡
2023年1月9日，據透露康斯坦丁二世已住院，情況“嚴重但穩定”。據說他的家人在他身邊，他的兩個兒子帕夫洛斯王儲和尼古拉斯王子正在馬克西莫斯大廈會面，討論他死後將發生的事件。有人看到康斯坦丁二世的兒媳塔蒂亞娜公主在教堂點燃蠟燭，為他的健康祈禱。他在中風後被進一步安置在私立Hygeia醫院的重症監護室，然後在第二天去世。他享年82歲。
美聯社的一篇報導公開洩露了他的死訊，該報導引用了醫院工作人員的話。康斯坦丁二世的私人辦公室後來正式宣布，“王室懷著沉痛的心情宣布康斯坦丁二世國王陛下、敬愛的丈夫、父親和兄弟於昨天去世。”
康斯坦丁二世身後留下他的妻子安妮-瑪麗、他的姐妹索菲亞和艾琳，以及他的五個孩子帕夫洛斯王儲、尼古拉斯王子、亞歷克西亞公主、西奧多拉公主和菲利普斯王子，以及他的九個孫輩。他還有七個教子女：荷蘭康士坦丁王子、羅馬尼亞王儲瑪格麗塔、威爾士親王威廉、加布里埃拉·金斯敦女勳爵、俄羅斯格奥尔基·米哈伊洛维奇大公，南斯拉夫王儲菲利普和南斯拉夫亞歷山大王子。

## 葬禮賓客

### 直系親屬
- 希臘的安妮-瑪麗王后，國王遺孀
  - 帕夫洛斯王儲和瑪麗-珊圖王儲妃，國王的兒子和兒媳
    - 瑪麗亞-奧林匹亞公主， 國王的孫女
    - 康斯坦丁-艾力西奧王子， 國王的孫子
    - 阿希利-安德烈王子， 國王的孫子
    - 奧德修斯-基文王子， 國王的孫子
    - 亞里士多德-史塔弗羅王子， 國王的孫子

  - 亞歷克西婭公主和卡洛斯·莫拉萊斯·金塔納，國王的女兒和女婿
    - 阿麗埃塔·莫拉萊斯·德·希臘， 國王的外孫女
    - 安娜·瑪麗亞·莫拉萊斯·德·希臘， 國王的外孫女
    - 卡洛斯·莫拉萊斯·德·希臘， 國王的外孫
    - 阿米莉亞·莫拉萊斯·德·希臘， 國王的外孫女

  - 尼古拉斯王子和塔蒂安娜王妃，國王的兒子和兒媳
  - 狄奧多拉公主和馬修·庫馬爾，國王的女兒和未婚夫
  - 菲利波斯王子和妮娜王妃，國王的兒子和兒媳
- 索菲亞王后和胡安·卡洛斯一世國王，國王的姐姐和姐夫
  -  盧戈女公爵艾蓮娜，國王的外甥女
    -  特哈達勳爵費利佩， 國王的外甥孫
    -  特哈達女勳爵維多莉亞， 國王的外甥孫女

  -  克里斯蒂娜王女，國王的外甥女
    -  胡安·烏丹加林·德·波旁， 國王的外甥孫
    -  巴勃羅·烏丹加林·德·波旁， 國王的外甥孫
    -  米格爾·烏丹加林·德·波旁， 國王的外甥孫
    -  艾琳·烏丹加林·德·波旁， 國王的外甥孫女

  -  費利佩六世國王和莱蒂西亚王后，國王的外甥和外甥媳
- 伊蓮妮公主，國王的妹妹
- 米歇爾王子和瑪麗娜·卡雷拉，國王的堂哥和堂嫂
  - 亞歷山德拉公主，國王的第二代堂親
    - 大流士·米爾扎揚茲，國王的隔一代二堂表親

### 希臘政府
- 帕纳约蒂斯·皮克拉梅诺斯，希臘副總理
- 莉娜·門多尼，文化和體育部長
- 安东尼斯·萨马拉斯，前希臘總理
- 馬基斯·沃里迪斯，內政部長
- 迪米特里奧斯·瓦爾佐普洛斯，國會議員
- 米蒂亞迪斯·赫里索馬利斯，國會議員
- 佩里克利斯·曼塔斯，國會議員
- 阿塔納西奧斯·達瓦基斯，國會議員
- 喬治·庫穆薩科斯，國會議員
- 康斯坦丁諾斯·博格達諾斯，國會議員
- 安娜-蜜雪兒·阿西馬科普盧，歐洲議會議員
- 喬戈斯·卡蘭齊斯，前國會議員
- 迪米特里斯·卡梅諾斯，前國會議員
- 尼古拉斯·尼科洛普洛斯，前國會議員
- 斯皮羅斯·卡普拉洛斯，希臘奧林匹克委員會主席

### 外國

#### 在位王室
- 比利时国王菲利普和瑪蒂爾德王后，國王的隔一代三堂表親和他的妻子
- 丹麥女王瑪格麗特二世，國王的大姨子
  -  弗雷德里克王儲，國王的外甥
  -  约阿基姆王子， 國王的外甥
- 塞恩-維特根斯泰恩-貝勒堡王妃本尼迪克特，國王的二姨子
  - 艾勒菲特·勞維格·比爾伯爵夫人亞歷山德拉公主，國王的外甥女
- 約旦的努爾王后（代表約旦國王阿卜杜拉二世）
  -  莉雅·賓特·侯賽因公主
- 約旦莎瓦·哈桑王妃
- 列支敦斯登瑪格麗塔王妃，國王的隔一代三堂表親（代表列支敦斯登親王漢斯·亞當二世）
  -  瑪麗亞·安農西亞塔公主和埃馬努埃萊·穆西尼
- 卢森堡大公亨利，國王的隔一代三堂表親
- 摩纳哥親王阿尔贝二世，國王的六代堂表親
- 荷蘭前女王贝娅特丽克丝，國王的四代堂表親
  -  威廉-亞歷山大國王和马克西玛王后，國王的隔一代四堂表親和他的妻子
- 挪威哈康王储和梅特·玛丽特王储妃，國王的隔一代三堂表親和他的妻子（代表挪威國王哈拉尔五世）
- 玛塔·路易斯公主，國王的隔一代三堂表親
- 瑞典國王卡尔十六世·古斯塔夫和希爾維亞王后，國王的三代堂表親和他的妻子
- 克里斯蒂娜公主，國王的三代堂表親
- 英國安妮长公主和提摩西·勞倫斯爵士，國王的二代堂表親和她的丈夫（代表英國國王查爾斯三世）
- 加布里埃拉·金斯敦女勳爵，國王的二代堂表親（代表威爾斯親王威廉）

#### 非在位王室
- 巴登藩侯伯恩哈德和侯爵夫人史蒂芬妮，國王的隔一代二堂表親和他的妻子
- 保加利亞沙皇和前保加利亞總理西美昂二世，國王的隔一代四堂表親
- 漢諾威的恩斯特·奧古斯特和葉卡捷琳娜王儲妃，國王的隔一代堂表親和他的妻子
- 漢諾威王子克里斯蒂安和亞歷山德拉王妃，國王的隔一代堂表親和他的妻子
- 伊朗皇后法拉赫·巴列維
- 羅馬尼亞拉杜親王，國王的隔一代堂表親和教女的丈夫（代表羅馬尼亞王室監護人瑪格麗塔）
- 俄羅斯女大公玛利亚·弗拉基米洛夫娜，國王的三代堂表親
- 南斯拉夫王儲亞歷山大和凱瑟琳王儲妃，國王的隔一代堂表親和他的妻子

#### 其他嘉賓
- 皮婭·蓋蒂，國王兒媳的妹妹
- 托馬斯·弗洛爾，國王兒媳的父親
- 瑪麗·布蘭奇·比爾萊因，國王兒媳的母親
- 香朵·霍丘利，國王表弟恩斯特·奧古斯特五世的前妻

## 反應
希腊王室
- 康斯坦丁二世的儿媳塔蒂安娜在Instagram上说：“当你想说这么多的时候，几乎不可能发布一张照片，而且没有足够的文字来描述你是一个多么棒的男人，我感到多么幸福和荣幸成为你紧密相爱的家庭的一员。” 她说，他教会了她“爱国的意义”，并表示“很荣幸成为你的儿媳”，他“非常怀念并将永远被爱”。
- 康斯坦丁二世的长子和王位继承人帕夫洛斯王储发表了對父亲的悼词，强调了他生活中的某些部分，并表示：“您将永远活在我们的思想和心中，就像每个希腊家庭在失去珍贵东西时都会发生的那样。”
- 康斯坦丁二世的孫女玛丽亚-奥林匹亚公主表示她心愛的爺爺將永遠在她心中。

 希腊
- 希腊总理基里亚科斯·米佐塔基斯 在一份声明中对前国王之死做出了回应。谈到他的死，他说：“从人性的角度来看，他的逝世是1974年公投结束后一个章节的正式结语。” 米斯托塔基斯还向康斯坦丁二世的家人表示了“诚挚的哀悼”。

外國王室
- 丹麦 – 丹麥王室在一份聲明中說女王陛下和王室成員闻悉希腊國王康斯坦丁二世陛下于周二晚上驾崩時非常傷心。目前，王室成员的心与安妮-玛丽王后陛下和整个希腊王室同在。丹麥王宮阿马林堡宫將會降半旗致哀。
- 阿爾巴尼亞王國 – 阿尔巴尼亚王室首領萊卡二世在推特上說：我對康斯坦丁國王陛下的逝世向希腊王室表示哀悼和思念。
- 巴西帝国 – 巴西王位继承人之一的奥尔良-布拉干萨王朝的瓦苏拉斯家族表示：“巴西皇室和希腊王室一直保持着良好的关系，双方成员在官方仪式和家庭聚会上见面。因此，巴西皇室首领奥尔良和布拉干萨的唐·贝特朗亲王在得知他的远房堂兄康斯坦丁二世国王去世后，于1月11日星期三向希腊王室首领帕夫洛斯亲王拍发唁电致哀。”
- 法国 – 法國奧爾良派王室首領、巴黎伯爵讓四世發表聲明說得知希腊國王康斯坦丁二世陛下去世的消息，我和我的妻子都感到悲痛。他是一个勇敢的人，多年来一直在远离祖国。 康斯坦丁陛下将希腊国旗置于他生命和希望的中心，他就是在这片土地上度过了他的最后时刻。在这个痛苦的时刻，我向安妮玛丽王后陛下和他们的孩子表示哀悼，并表达我最深切的思念。
- 巴列维王朝 – 王儲礼萨二世表示：“已故的康斯坦丁国王是一位非常正直的人，为他的人民和他的国家服务。从很小的时候，我就见证了已故陛下和安妮-玛丽王后对我父母的温暖和爱意他们为我们的国家做出了贡献。在我们国家发生悲惨变化后的这些年里，我有机会多次拜访已故国王，我将永远深情地记住我们在一起的时光。我向安妮-玛丽王后陛下、帕夫洛斯王储殿下、西班牙索菲亚王后陛下以及希腊人民表示诚挚的哀悼。”
- 罗马尼亚王国 – 前罗马尼亚王室网站和社交媒体上的一份声明写道：“罗马尼亚王室得知希腊国王康斯坦丁二世陛下的逝世深感悲痛。康斯坦丁国王一生与罗马尼亚王室关系密切，从他父亲的妹妹埃列娜王太后，到米哈伊国王和安娜王后。王室監護人玛格丽塔，以及埃列娜公主 、伊琳娜公主 、索菲亚公主和玛丽亚公主 ，从小就认识他们的康斯坦丁叔叔。七年多来，这两个家族总是在希腊、瑞士、英国以及欧洲各国首都的公开或私人活动中相遇。康斯坦丁国王是玛格丽特陛下的教父，也是1996年在洛桑举行的王室監護人玛格丽塔和拉杜亲王东正教婚礼的教父。康斯坦丁国王和他的家人一样，总是出席所有重要活动，无论是罗马尼亚王室的快乐或悲伤。愿康斯坦丁國王主怀安息！”
- 俄罗斯帝国 – 俄羅斯大公格奥尔基·米哈伊洛维奇发布了“永远铭记我的教父，希腊国王康斯坦丁二世陛下。愿上帝欢迎您的灵魂。”
- 南斯拉夫王國 – 前南斯拉夫王室在其网站上声明说，“亚历山大王储殿下和南斯拉夫王室向安妮玛丽王后陛下、已故国王的姐妹西班牙索菲亚王后陛下、希腊公主艾琳殿下、他的孩子帕夫洛斯王储殿下，以及希腊王室的所有其他成员，致以哀悼和最深切的慰问。在这最困难的时刻，南斯拉夫王室为他们感到悲伤和痛苦。塞尔维亚王室对国王陛下的去世感到悲痛和痛苦，并向上帝祈祷，祈求祂怜悯已故的国王。人们将深深怀念君士坦丁二世国王，且人们将怀着极大的爱和尊重永远保留对他的记忆。”

#### 其他
- 國際奧委會 – 国际奥林匹克委员会主席托马斯·巴赫在其網站上發表聲明說：“康斯坦丁二世国王讓我們失去了一位偉大的體育朋友。他是一位奧運冠軍，每當我們見面時，我們都會分享我們對體育的熱情並討論我們對體育運動的熱愛。奧林匹克主義和運動員的生活。他一直對奧林匹克運動的發展很感興趣，我們的談話非常豐富。我將非常懷念這些總是友好的會面。我們與安妮玛丽王后和整個家庭同在。 “ 國際奧委會還宣布，奧林匹克旗幟將在洛桑奧林匹克之家降半旗，為期三天，“以示尊重”。”[2]

- 土耳其 – 君士坦丁堡普世牧首巴爾多祿茂一世向帕夫洛斯王儲拍發唁電，並通過電話與他進行了交談。他還在康斯坦丁二世国王的追悼會上進行了三圣颂祝禱。[3]